# Castellón (provins)
Castellón (spansk: Castellón, valenciansk/catalansk: Castelló) er en provins i det nordlige  Spanien, centralt i den autonome region Valencia. Den grænser til provinserne Valencia, Teruel og Tarragona og til Middelhavet.
Provinshovedstaden er Castellón de la Plana (catalansk: Castelló de la Plana). Provinsen har tæt ved 600.000 indbyggere; ca. 30 % bor i provinshovedstaden, 60 % bor storbyområdet i og  omkring byen og omkring 85 % langs kysten. 
Andre store byer i provinsen er Villarreal, Burriana, la Vall d'Uixó og Vinaròs. Der er 135 kommuner i provinsen, som dækker et område på 6.632 km².